# Carrollit
Carrollit ist ein eher selten vorkommendes Mineral aus der Mineralklasse der „Sulfide und Sulfosalze“ mit der Endgliedzusammensetzung CuCo2S4 und damit chemisch gesehen ein Kupfer-Cobalt-Sulfid sowie das Schwefel-Analogon von Tyrrellit. Da in natürlichen Carrolliten allerdings oft ein Teil des Cobalts durch Nickel ersetzt (substituiert) ist, wird die vereinfachte Zusammensetzung in verschiedenen Quellen auch mit Cu(Co,Ni)2S4 angegeben. Strukturell gehört Carrollit wie sein Selen-Analogon Tyrrellit zur Gruppe der Spinelle.
Carrollit kristallisiert im kubischen Kristallsystem und entwickelt oft oktaedrische oder würfelförmige Kristalle und kubische Kombinationen wie beispielsweise Kuboktaeder, kommt aber auch in Form körniger bis massiger Mineral-Aggregate vor. Die undurchsichtigen (opaken) Kristalle sind von hellgrauer bis stahlgrauer Farbe und zeigen auf den Oberflächen einen metallischen Glanz. Mit der Zeit können die Flächen kupferrot bis grauviolett, gelegentlich auch buntfarbig, anlaufen.

## Etymologie und Geschichte
Entdeckt wurde Carrollit in Mineralproben aus dem Eisen- und Kupferbergwerk Patapsco bei Finksburg im Carroll County des US-Bundesstaates Maryland. Die Erstbeschreibung erfolgte 1852 durch den Metallurgen und Bergbauingenieur W. L. Faber, der das Mineral nach dem County benannte, in dem dessen Typlokalität liegt.
Ein Aufbewahrungsort für das Typmaterial des Minerals ist nicht bekannt.
Carrollit war bereits vor der Gründung der International Mineralogical Association (IMA) 1958 bekannt und als Mineral in der Fachwelt meist anerkannt, auch wenn er unter anderem nach Hans Jürgen Rösler  als Varietät von Linneit mit 10 bis 19 % Kupfer anstelle von Cobalt angesehen wurde. Als sogenanntes grandfathered Mineral (G) wurde die Anerkennung von Carrollit als eigenständige Mineralart von der Commission on new Minerals, Nomenclature and Classification (CNMNC) übernommen.

## Klassifikation
Die strukturelle Klassifikation der IMA zählt den Carrollit seit 2018 zur Spinell-Supergruppe, wo er zusammen mit Cuproiridsit, Cuprokalininit, Fletcherit, Florensovit, Malanit, Rhodostannit und Toyohait die Carrollit-Untergruppe innerhalb der Thiospinelle bildet.
Die bekannten und zunächst nach chemischer Zusammensetzung ordnenden Mineralsystematiken ordnen den Carrollit in die Mineralklasse der „Sulfide und Sulfosalze“ ein.
In der veralteten 8. Auflage der Mineralsystematik nach Strunz gehörte der Carrollit zur Mineralklasse der „Sulfide und Sulfosalze“ und dort zur Abteilung „Sulfide mit M : S < 1 : 1“, wo er gemeinsam mit Bornhardtit, Daubréelith, Greigit, Indit, Linneit, Polydymit, Siegenit, Trüstedtit, Tyrrellit und Violarit sowie im Anhang mit Wilkmanit in der „Linneit-Reihe“ mit der Systemnummer II/C.01 steht.
In der zuletzt 2018 überarbeiteten Lapis-Systematik nach Stefan Weiß, die formal auf der alten Systematik von Karl Hugo Strunz in der 8. Auflage basiert, erhielt das Mineral die System- und Mineralnummer II/D.01-040. Dies entspricht der Klasse der „Sulfide und Sulfosalze“ und dort der Abteilung „Sulfide mit dem Stoffmengenverhältnis Metall : S,Se,Te < 1 : 1“, wo Carrollit zusammen mit Bornhardtit, Cadmoindit, Cuprokalininit, Daubréelith, Fletcherit, Florensovit, Greigit, Indit, Kalininit, Linneit, Polydymit, Siegenit, Trüstedtit, Tyrrellit und Violarit die „Linneitgruppe“ mit der Systemnummer II/D.01 bildet.
Die von der International Mineralogical Association (IMA) zuletzt 2009 aktualisierte 9. Auflage der Strunz’schen Mineralsystematik ordnet den Carrollit in die Klasse der „Sulfide und Sulfosalze (Sulfide, Selenide, Telluride, Arsenide, Antimonide, Bismutide, Sulfarsenide, Sulfantimonide, Sulfbismutide)“ und dort in die Abteilung „Metallsulfide mit M : S = 3 : 4 und 2 : 3“ ein. Hier ist das Mineral in der Unterabteilung „M : S = 3 : 4“ zu finden, wo es zusammen mit Bornhardtit, Cadmoindit, Cuproiridsit, Cuprorhodsit, Daubréelith, Fletcherit, Florensovit, Greigit, Indit, Kalininit, Linneit, Malanit, Polydymit, Siegenit, Trüstedtit, Tyrrellit, Violarit und Xingzhongit die „Linneitgruppe“ mit der Systemnummer 2.DA.05 bildet.
Die von der Mineraldatenbank „Mindat.org“ weitergeführte Strunz-Klassifikation, die sich im Aufbau nach der 9. Auflage der Strunz’schen Mineralsystematik richtet, führt in der Gruppe 2.DA.05 auch die nach 2009 neu beschriebenen Spinelle Berndlehmannit, Cuprokalininit, Ezochiit, Joegoldsteinit, Nickeltyrrellit und Shiranuiit auf (Stand 2025). Die Spinelle Ezochiit und Grimmit werden hier zusammen mit Ferrodimolybdänit (FeMo2S4), Zaykovit (Rh3Se4) und Zolenskyit (FeCr2S4) der allgemeineren Gruppe 2.DA (Metallsulfide mit M:S=3:4) zugewiesen.
In der vorwiegend im englischen Sprachraum gebräuchlichen Systematik der Minerale nach Dana hat Carrollit die System- und Mineralnummer 02.10.01.02. Das entspricht der Klasse der „Sulfide und Sulfosalze“ und dort der Abteilung „Sulfidminerale“. Hier findet er sich innerhalb der Unterabteilung „Sulfide – einschließlich Seleniden und Telluriden – mit der Zusammensetzung AmBnXp, mit (m+n):p=3:4“ in der „Linneitgruppe (Isometrisch: Fd3m)“, in der auch Linneit, Fletcherit, Tyrrellit, Bornhardtit, Siegenit, Polydymit, Violarit, Trüstedtit, Greigit, Daubréelith, Indit, Kalininit, Florensovit, Cuproiridsit, Cuprorhodsit, Malanit, Ferrorhodsit und Cadmoindit eingeordnet sind.

## Chemismus
Die Endgliedzusammensetzung CuCo2S4 besteht aus 20,52 % Kupfer (Cu), 38,06 % Cobalt (Co) und 41,41 % Schwefel (S). Bei natürlichen Proben weichen die prozentualen Gewichtsanteile allerdings durch Mischkristallbildung beziehungsweise Fremdbeimengungen mehr oder weniger stark ab. So wurden unter anderem bei den analysierten Proben aus der Demokratischen Republik Kongo (ehemals Zaire), Gladhammar in Schweden und Siegen in Deutschland geringe Beimengungen von Eisen (Fe) zwischen 0,6 und 2,25 % gemessen.

## Kristallstruktur
Carrollit kristallisiert mit kubischer Symmetrie der Raumgruppe Fd3m (Raumgruppen-Nr. 227) und dem Gitterparameter a = 9,48 Å sowie 8 Formeleinheiten pro Elementarzelle.

## Bildung und Fundorte

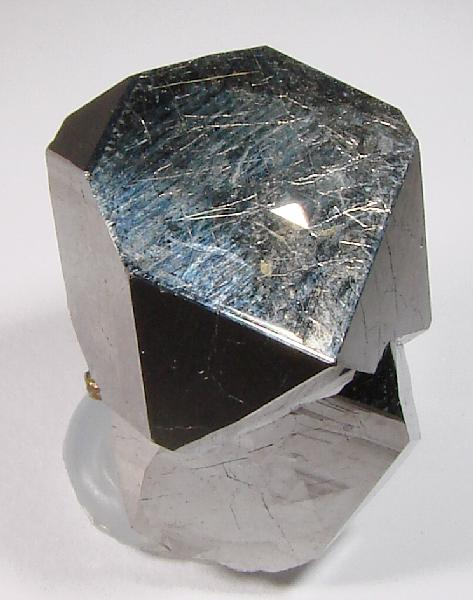
Fast perfekter Carrollit-Kuboktaeder aus der Kamoya South II Mine, Demokratische Republik Kongo (Größe 2,3 cm × 1,4 cm × 1,2 cm)

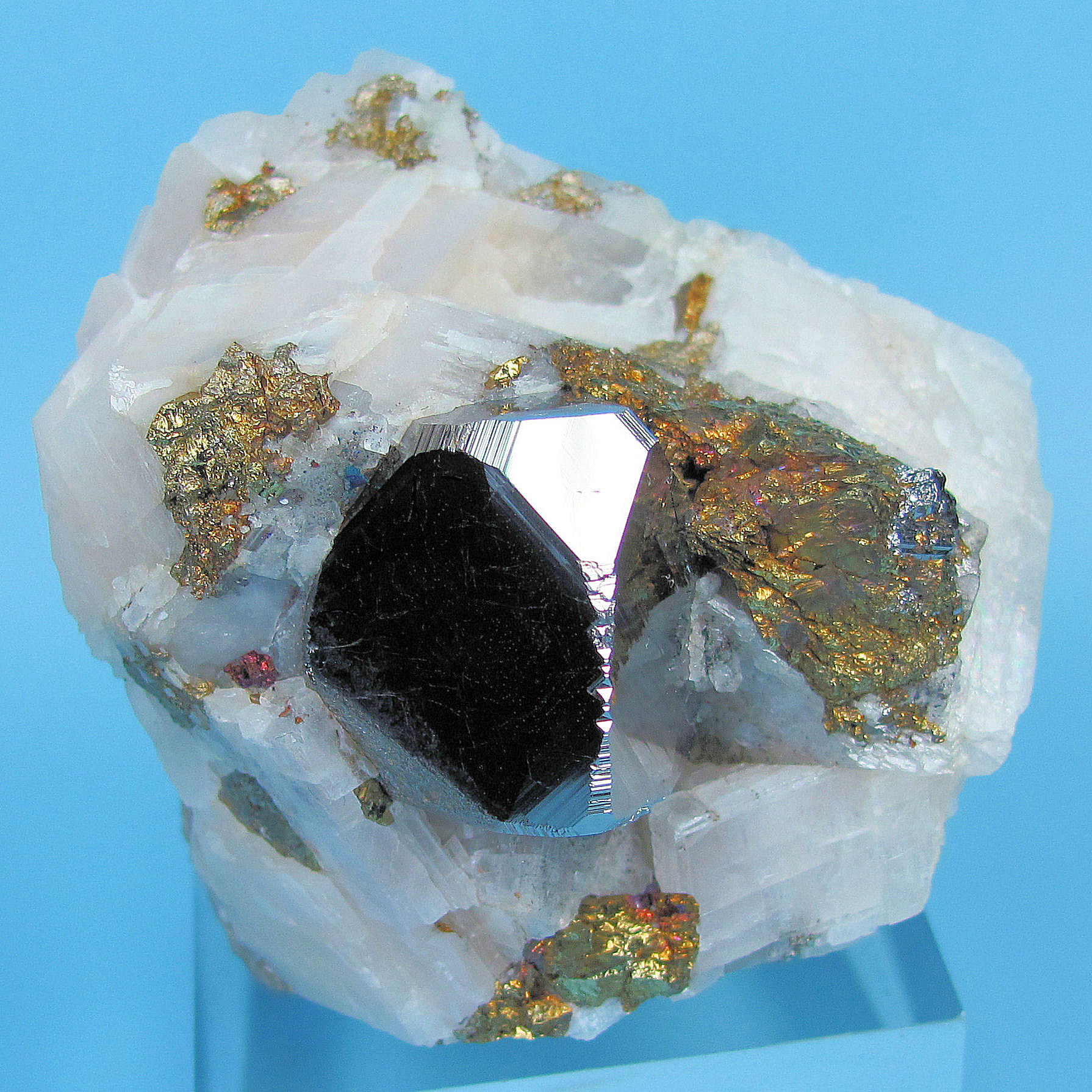
Carrollit (silbrig glänzender Oktaeder) und Chalkopyrit (goldfarbig) auf Calcit aus der Kamoya South II Mine, Demokratische Republik Kongo (Größe 52 mm × 46 mm × 41 mm)

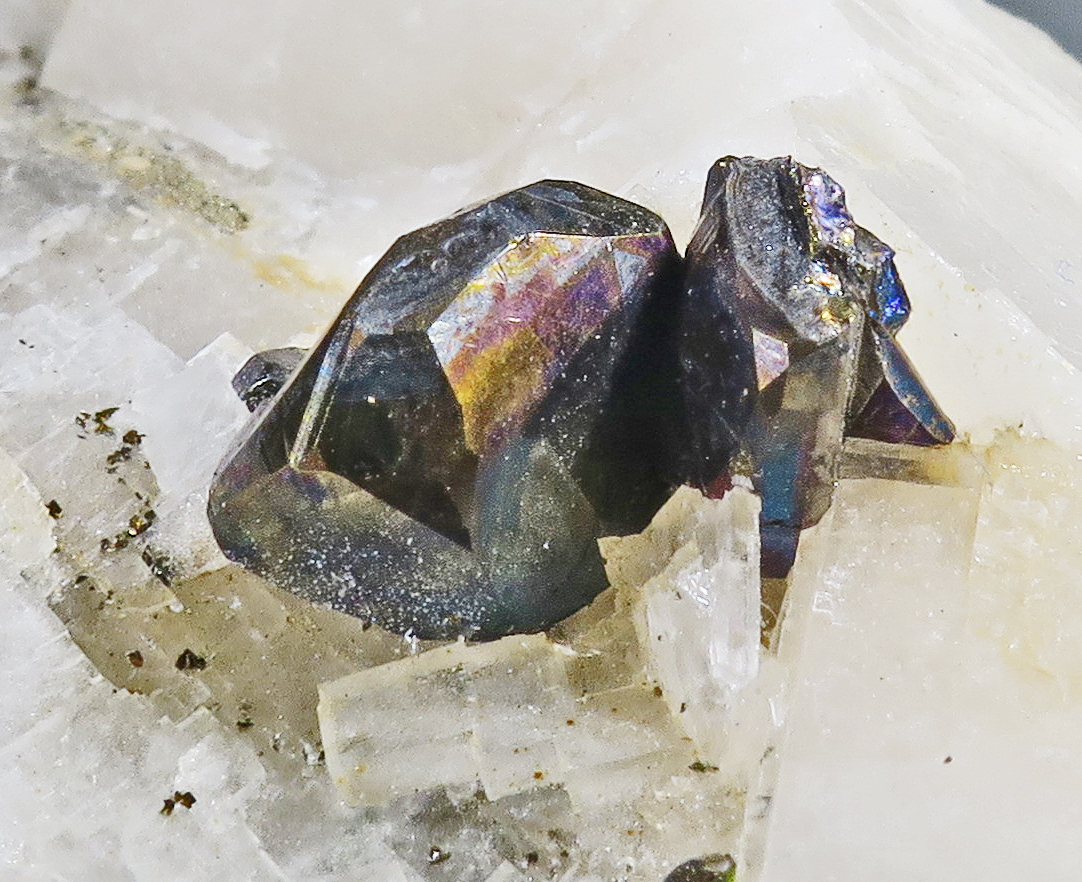
Bunt angelaufener Carrollit (größter Kristall 7 mm) aus der Kamoto Principal Mine, Demokratische Republik Kongo

Carrollit bildet sich in den durch hydrothermale Einflüsse gebildeten Erzgängen, wo er mit vielen Sulfidmineralen vergesellschaftet auftritt wie unter anderem Bornit, Chalkosin, Chalkopyrit, Digenit, Djurleit, Gersdorffit, Kobaltocalcit, Linneit, Millerit, Polydymit, Pyrit, Pyrrhotin, Sphalerit, Siegenit, Tetraedrit und Ullmannit.
Als eher seltene Mineralbildung kann Carrollit an verschiedenen Fundorten zum Teil zwar reichlich vorhanden sein, insgesamt ist er aber wenig verbreitet. Bisher sind rund 160 Fundorte für Carrollit dokumentiert (Stand 2018). Außer an seiner Typlokalität im Bergwerk Patapsco konnte das Mineral im Carroll County noch in den Eisen- und Kupfergruben Mineral Hill bei Louisville sowie Florence und Springfield nahe Sykesville gefunden werden. Ein weiterer Fundort im Bundesstaat Maryland ist die Kupfergrube Bare Hills nahe dem gleichnamigen Ort im Baltimore County. Des Weiteren kennt man einige Fundpunkte in verschiedenen US-Bundesstaaten wie unter anderem Alaska, Colorado, Missouri, Montana und Wyoming.
In Deutschland trat Carrollit bisher vor allem im Bergbaugebiet um den Siegener Stadtteil Eiserfeld, beispielsweise in den Verbundgruben Eisenzecher Zug und Eiserner Union sowie den Gruben Brüderbund, Eisenhardt und Storch & Schöneberg, auf. Des Weiteren fand sich das Mineral in Nordrhein-Westfalen noch in der Grube Glanzenberg bei Silberg im Kreis Olpe. Weitere bekannte Fundorte sind verschiedene Gruben im Landkreis Altenkirchen (Westerwald) in Rheinland-Pfalz wie beispielsweise die Gruben Bindweide und Wingertshardt sowie eine unbenannte Kupfergrube bei Düppenweiler im saarländischen Landkreis Merzig-Wadern.
In Österreich konnte das Mineral bisher nur im Bergbaurevier Neufinkenstein-Grabanz am Mallestiger Mittagskogel in Kärnten und am Kaiblinggraben im Kleinveitsch-Tal (Veitschtal) in der Steiermark entdeckt werden.
Der bisher einzige bekannte Fundort in der Schweiz ist die Mine de Baicolliou bei Grimentz im Kanton Wallis.
Bekannt aufgrund außergewöhnlicher Carrollitfunde ist die Provinz Katanga in der Demokratischen Republik Kongo und hier insbesondere die Erzlagerstätten um Kamoya im Kreis Kambove sowie Kolwezi in der Provinz Lualaba, wo gut ausgebildete, hochglänzende Carrollit-Oktaeder und Kuboktaeder von bis zu 2 cm Größe zutage traten.
Weitere Fundorte liegen unter anderem in Australien, China, Kanada, Norwegen, Polen, Russland, Sambia, Schweden und in weiteren Bundesstaaten der USA.

## Verwendung
Carrollit dient bei lokaler Anhäufung wie beispielsweise in den Lagerstätten der Demokratischen Republik Kongo als wichtiges Cobalt-Erz.